# Российский футбол в 2006 году

## События
- C 17 августа по 3 сентября в Москве и Санкт-Петербурге проходил чемпионат мира по футболу среди женщин до 20 лет.
- Дик Адвокат приехал в Санкт-Петербург и 6 июля провёл в качестве главного тренера ФК «Зенит» отложенный матч 28-го тура с московским «Динамо», который закончился нулевой ничьей.

## Национальные сборные

### Мужская
Под руководством старшего тренера команды Александра Бородюка мужская сборная провела два товарищеских матча. 1 марта проиграла в Москве бразильцам со счётом 0:1, и 27 мая в Альбасете сыграла вничью 0:0 с испанцами.
10 апреля был представлен новый тренер сборной Гус Хиддинк, который приступил к обязанностям после чемпионата мира в Германии. Контракт был подписан 14 апреля по схеме 2+2 — два года с возможностью продления ещё на два
| Дата            | Стадион                                 | Соперник           | Результат1 | Турнир | Кто забил у России | Отчёт о матче             |
| --------------- | --------------------------------------- | ------------------ | ---------- | ------ | ------------------ | ------------------------- |
| 1 марта 2006    | Стадион Локомотив, Москва (Д)           | Бразилия           | 0-1        | Т      |                    | uefa (недоступная ссылка) |
| 27 мая 2006     | Стадион Карлос Бельмонте, Альбасете (Г) | Испания            | 0-0        | Т      |                    | uefa (англ.)              |
| 16 августа 2006 | Стадион Локомотив, Москва (Д)           | Латвия             | 1-0        | Т      | Погребняк          | uefa                      |
| 6 сентября 2006 | Стадион Локомотив, Москва (Д)           | Хорватия           | 0-0        | КЧЕ    |                    |                           |
| 7 октября 2006  | Стадион Динамо, Москва (Д)              | Израиль            | 1-1        | КЧЕ    | Аршавин            |                           |
| 11 октября 2006 | Стадион Петровский, Санкт-Петербург (Д) | Эстония            | 2-0        | КЧЕ    | Погребняк, Сычёв   |                           |
| 15 ноября 2006  | Стадион Градски, Скопье (Г)             | Северная Македония | 2−0        | КЧЕ    | Быстров, Аршавин   |                           |

1. первыми показаны мячи, забитые командой России

- Д = Домашний матч
- Г = Гостевой матч
- Т = Товарищеский
- КЧЕ = Квалификационный раунд Чемпионата Европы 2008, Группа E

### Молодёжная (до 19 лет)
Молодёжная сборная России (до 19 лет) не попала в финальную часть чемпионата Европы 2006. Во втором квалификационном раунде они заняли третье место в 1-й группе, не сумев опередить молодёжные сборные Австрии и Венгрии.
15 августа молодёжная сборная провела товарищеский матч со сверстниками из Турции, проиграв 0:1.

### Юношеская (до 17 лет)
Юношеская сборная стала чемпионом Европы 2006 в Люксембурге. Это первый крупный успех юношеской сборной России. На пути к победе во втором квалификационном этапе сборная России опередила сборные Италии, Англии и Болгарии. На финальном этапе заняла второе место в группе А, вслед за Испанией, опередив Венгрию и Люксембург. В полуфинале победила Германию со счётом 1:0. Наконец, в финале одолела сборную Чешской республики в серии послематчевых пенальти 5:3 (основное время завершилось со счётом 1:1, дополнительное 2:2).

### Девушки (до 19 лет)
Женская сборная по футболу 11 июля отстаивала титул чемпионок Европы на чемпионате в Швейцарии. Соперницами по группе Б выступили сборная Франции — вице-чемпион, хозяйки первенства швейцарки, и крепкая команда Нидерландов.
Первый матч с француженками сборная России проиграла 1:4, единственный гол был забит с пенальти лучшим бомбардиром команды — Еленой Даниловой. Во втором матче, против хозяек турнира, Россия одержала победу 2:1, оба гола опять на счету Елены Даниловой. Третий матч, завершающий групповой турнир, россиянки провели уверенно и обыграли нидерландок со счётом 5:1, 4 гола снова на счету Даниловой, которая уверенно лидировала в споре бомбардиров турнира. В полуфинале наши девушки проиграли сборной Германии со счётом 0:4.

## Первенство России

### Премьер-лига
В рейтинге Европейских национальных футбольных первенств в 2006 году Чемпионат России по футболу потерял одну позицию и опустился на 9 строчку, пропустив вперед Чемпионат Греции.
В 2006 году в чемпионате России участвовали следующие 16 команд:
| - «Амкар» (Пермь) - «Динамо» (Москва) - «Зенит» (Санкт-Петербург) - «Крылья Советов» (Самара) - «Локомотив» (Москва) - «Луч-Энергия» (Владивосток) - «Москва» - «Ростов» (Ростов-на-Дону) | - «Рубин» (Казань) - «Сатурн» (Московская область) - «Спартак» (Москва) - «Спартак» (Нальчик) - «Томь» (Томск) - «Торпедо» (Москва) - «ЦСКА» (Москва) - «Шинник» (Ярославль) |

Первый тур прошёл 17 марта, последний был проведён 26 ноября. На время чемпионата мира в календаре был предусмотрен перерыв с 15 мая по 10 июля.
Итоговая турнирная таблица выглядит следующим образом:
|    | #  | Команда        | И  | В  | Н  | П  | З  | П  | РЗ  | Очки |
| -- | -- | -------------- | -- | -- | -- | -- | -- | -- | --- | ---- |
| ЛЧ | 1  | ЦСКА           | 30 | 17 | 7  | 6  | 47 | 28 | +19 | 58   |
| ЛЧ | 2  | Спартак М      | 30 | 15 | 13 | 2  | 60 | 36 | +24 | 58   |
| КУ | 3  | Локомотив      | 30 | 15 | 8  | 7  | 47 | 34 | +13 | 53   |
| КУ | 4  | Зенит          | 30 | 13 | 11 | 6  | 42 | 30 | +12 | 50   |
| КИ | 5  | Рубин          | 30 | 13 | 7  | 10 | 43 | 37 | +6  | 46   |
|    | 6  | Москва         | 30 | 10 | 13 | 7  | 41 | 37 | +4  | 43   |
|    | 7  | Луч-Энергия    | 30 | 12 | 5  | 13 | 37 | 39 | -2  | 41   |
|    | 8  | Томь           | 30 | 11 | 8  | 11 | 35 | 33 | +2  | 41   |
|    | 9  | Спартак Нч     | 30 | 11 | 8  | 11 | 33 | 32 | +1  | 41   |
|    | 10 | Крылья Советов | 30 | 10 | 8  | 12 | 37 | 35 | +2  | 38   |
|    | 11 | Сатурн         | 30 | 7  | 16 | 7  | 29 | 24 | +5  | 37   |
|    | 12 | Ростов         | 30 | 10 | 6  | 14 | 42 | 48 | −6  | 36   |
|    | 13 | Амкар          | 30 | 8  | 11 | 11 | 22 | 36 | -14 | 35   |
|    | 14 | Динамо         | 30 | 8  | 10 | 12 | 31 | 40 | -9  | 34   |
| ↓  | 15 | Торпедо        | 30 | 3  | 13 | 14 | 22 | 40 | −18 | 22   |
| ↓  | 16 | Шинник         | 30 | 1  | 8  | 21 | 17 | 56 | -39 | 11   |

#### Лучшие бомбардиры первенства

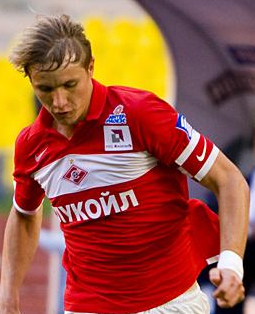
Лучший бомбардир Чемпионата России по футболу 2006, форвард ФК «Спартак» Роман Павлюченко

| Место | Игрок              | Голы | Команда            |
| ----- | ------------------ | ---- | ------------------ |
| 1     | Роман Павлюченко   | 18   | Спартак (Москва)   |
| 2     | Жо                 | 14   | ЦСКА               |
| 3     | Алехандро Домингес | 13   | Рубин (Казань)     |
|       | Павел Погребняк    | 13   | Томь (Томск)       |
|       | Дмитрий Лоськов    | 13   | Локомотив (Москва) |
| 4     | Дмитрий Кириченко  | 12   | Москва             |
|       | Михаил Осинов      | 12   | Ростов             |
| 5     | Вагнер Лав         | 9    | ЦСКА               |
|       | Ивица Олич         | 9    | ЦСКА               |
| 6     | Егор Титов         | 8    | Спартак (Москва)   |
|       | Роман Адамов       | 8    | Москва             |

### Первый дивизион
В 2006 году в первом дивизионе играли 22 команды:
| - «Авангард» (Курск) - «Ангушт» (Назрань) - «Анжи» (Махачкала) - «Балтика» (Калининград) - «Волгарь-Газпром» (Астрахань) - «Динамо» (Брянск) - «Динамо» (Махачкала) - КАМАЗ (Набережные Челны) - «Кубань» (Краснодар) - «Лада» (Тольятти) - «Машук-КМВ» (Пятигорск) | - «Металлург» (Красноярск) - «Орёл» (Орёл) - «СКА-Энергия» (Хабаровск) - «Салют-Энергия» (Белгород) - «Сибирь» (Новосибирск) - «Содовик» (Стерлитамак) - «Спартак» (Нижний Новгород) - «Терек» (Грозный) - «Урал» (Свердловская область) - «Факел» (Воронеж) - «Химки» (Химки) |

Окончание сезона 5 ноября. По итогам чемпионата в Премьер-лигу вышли «Химки» и «Кубань».
Перед началом сезона два клуба первого дивизиона «Алания» и «Локомотив» (Чита) на заседании комитета ПФЛ были лишены лицензии профессиональных клубов и исключены из соревнования. На их место допустили клубы «Машук-КМВ» и «Лада», занявшие вторые места во втором дивизионе. Российский футбольный союз постановил 28 февраля вернуть статус профессиональных клубов «Алании» и «Локомотиву» и 6 марта ПФЛ приняла решение расширить на сезон 2006 года первый дивизион до 24 команд.
Однако, 20 марта РФС принял окончательное решение отказать клубам «Алания» и «Локомотив» в лицензии.
Итоговая турнирная таблица Первого дивизиона чемпионата России 2006 года.
|   | №  | Команда                     | И  | В  | Н  | П  | З  | П   | РЗ  | Очки |
| - | -- | --------------------------- | -- | -- | -- | -- | -- | --- | --- | ---- |
| ↑ | 1  | «Химки» Химки               | 42 | 30 | 9  | 3  | 83 | 30  | +53 | 99   |
| ↑ | 2  | «Кубань» Краснодар          | 42 | 30 | 7  | 5  | 92 | 25  | +67 | 97   |
|   | 3  | «Урал» Свердловская область | 42 | 27 | 9  | 6  | 67 | 23  | +44 | 90   |
|   | 4  | КАМАЗ Набережные Челны      | 42 | 22 | 11 | 9  | 54 | 26  | +28 | 77   |
|   | 5  | «СКА-Энергия» Хабаровск     | 42 | 21 | 8  | 13 | 67 | 40  | +27 | 71   |
|   | 6  | «Содовик» Стерлитамак       | 42 | 18 | 15 | 9  | 59 | 35  | +24 | 69   |
|   | 7  | «Сибирь» Новосибирск        | 42 | 19 | 8  | 15 | 67 | 45  | +22 | 65   |
|   | 8  | «Терек» Грозный             | 42 | 18 | 8  | 16 | 48 | 47  | +1  | 62   |
|   | 9  | «Динамо» Брянск             | 42 | 17 | 10 | 15 | 42 | 38  | -4  | 61   |
|   | 10 | «Авангард» Курск            | 42 | 16 | 13 | 13 | 45 | 38  | -7  | 61   |
| ↓ | 11 | «Волгарь-Газпром» Астрахань | 42 | 17 | 9  | 16 | 45 | 47  | -2  | 60   |
|   | 12 | «Салют-Энергия» Белгород    | 42 | 15 | 11 | 16 | 46 | 58  | -12 | 56   |
|   | 13 | «Машук-КМВ» Пятигорск       | 42 | 16 | 7  | 19 | 41 | 56  | -15 | 55   |
|   | 14 | «Балтика» Калининград       | 42 | 14 | 13 | 15 | 41 | 56  | -15 | 55   |
|   | 15 | «Анжи» Махачкала            | 42 | 15 | 8  | 19 | 57 | 66  | -9  | 53   |
| ↓ | 16 | «Динамо» Махачкала          | 42 | 13 | 12 | 17 | 56 | 54  | +2  | 51   |
| ↓ | 17 | «Лада» Тольятти             | 42 | 13 | 6  | 23 | 38 | 63  | -25 | 45   |
| ↓ | 18 | «Спартак» Нижний Новгород   | 42 | 10 | 13 | 19 | 46 | 60  | -14 | 43   |
| ↓ | 19 | «Факел» Воронеж             | 42 | 10 | 12 | 20 | 27 | 54  | -27 | 42   |
| ↓ | 20 | «Орёл» Орёл*                | 42 | 8  | 11 | 23 | 35 | 72  | -37 | 35   |
| ↓ | 21 | «Металлург» Красноярск      | 42 | 5  | 6  | 31 | 30 | 80  | -50 | 21   |
| ↓ | 22 | «Ангушт» Назрань            | 42 | 3  | 4  | 35 | 32 | 105 | -73 | 13   |

* − Решением КДК РФС от 9 ноября 2006 года с ФК «Орёл» сняты 6 очков за непогашенную задолженность перед клубом «Луч-Энергия» за переход футболиста Виллер Соуза Оливейры.

#### Лучшие бомбардиры Первого дивизиона Чемпионата России
| Место | Игрок             | Голы | Команда                 |
| ----- | ----------------- | ---- | ----------------------- |
| 1     | Евгений Алхимов   | 25   | Урал                    |
| 2     | Роберт Зебелян    | 23   | Кубань Краснодар        |
|       | Дмитрий Акимов    | 23   | Сибирь Новосибирск      |
| 3     | Андрей Тихонов    | 22   | Химки                   |
| 4     | Сергей Самодин    | 20   | Спартак Нижний Новгород |
| 5     | Эдуард Зацепин    | 19   | Содовик Стерлитамак     |
| 6     | Шамиль Асильдаров | 18   | Кубань Краснодар        |

### Второй дивизион
Победители пяти зон Второго дивизиона Чемпионата России вышли в Первый дивизион:
- «Текстильщик-Телеком» (Иваново)  (Зона «Запад»)
- «Спартак-МЖК» (Рязань)  (Зона «Центр»)
- «Спартак» (Владикавказ)  (Зона «Юг»)
- «Носта» (Новотроицк)  (Зона «Урал-Поволжье»)
- «Звезда» (Иркутск)  (Зона «Восток»)

## Суперкубок России
В 2005 году ЦСКА выиграл и Кубок России и чемпионат. В связи с этим его соперником стал серебряный призёр первенства московский «Спартак».
Матч на суперкубок состоялся 11 марта на стадионе «Лужники».
| 11 марта, 2006 15:00 | \| Спартак \| 2-3 \| ЦСКА \| \| Титов 22' Моцарт 47' \| Голы \| 42' Жирков 73' Одиа 83' Жо \| | Лужники, Москва Зрителей: 43 000 Судья: Егоров И. В. (Нижний Новгород) |
| жёлтые карточки: 39' — Моцарт (С), 40' — Березуцкий (Ц), 45' — Рахимич (Ц), 55' — Дедура (C), 90' — Одиа (Ц), 90' — Родригес (C), 90+1' — Игнашевич (Ц) красные карточки: 89' — Березуцкий (Ц), 90' — Родригес (C), 90' — Моцарт (С) |                                                                                               |                                                                        |
| Спартак | 2-3                                                                                           | ЦСКА                                                                   |
| Титов 22' Моцарт 47' | Голы                                                                                          | 42' Жирков 73' Одиа 83' Жо                                             |

## Кубок России

### 2005/06
Финальный матч на Кубок России сезона 2005/06, также состоялся между командами ЦСКА и «Спартак» на стадионе «Лужники», в присутствии 61 тысячи зрителей ЦСКА одержал убедительную победу 3:0, два гола забил Жо, и один Вагнер Лав.

### 2006/07
Результаты Кубка России начиная с 1/8 финала:

### 1/8 финала
| название                | счёт | название                | 1-й матч | 2-й матч |
| ----------------------- | ---- | ----------------------- | -------- | -------- |
| «Ростов» Ростов-на-Дону | 4:1  | «Рубин» Казань          | 3:1      | 1:0      |
| «Торпедо» Москва        | 0:1  | «Динамо» Брянск         | 0:1      | 0:0      |
| ЦСКА Москва             | 0:2  | «Крылья Советов» Самара | 0:0      | 0:2      |
| «Москва»                | 6:2  | «Амкар» Пермь           | 3:0      | 3:2      |
| «Динамо» Махачкала*     | -:+  | «Локомотив» Москва      | -:+      | -:+      |
| «Динамо» Москва         | 3:0  | «Томь» Томск            | 2:0      | 1:0      |
| «Спартак» Москва        | 4:1  | «Сибирь» Новосибирск    | 1:0      | 3:1      |
| «Зенит» Санкт-Петербург | 2:1  | «Сатурн» Раменское      | 1:0      | 1:1      |

* ФК «Динамо» Махачкала не прошёл аттестацию и по решению от 25 января 2007 года был исключён из состава участников Ассоциации ПФЛ.

## Еврокубки

### Кубок УЕФА
«Локомотив» (Москва) уступил в 1/16 финала испанской «Севилье».
«Зенит» (Санкт-Петербург) смог дойти до четвертьфинала, обыграв «Русенборг» и «Олимпик Марсель», но был выбит из дальнейшего розыгрыша всё той же испанской «Севильей».
В сезоне 2006-07, за кубок будут бороться московский «Локомотив» и казанский «Рубин». «Локомотив» вступит в борьбу в первом кубковом раунде, а «Рубину» придётся завоёвывать это право, начав борьбу на втором отборочном этапе.

### Лига чемпионов
В сезоне 2006/07 от России за кубок будут бороться ЦСКА и «Спартак» (Москва). «Спартак» вступит в борьбу на втором отборочном этапе, а армейцы на третьем.

#### Путь «Спартака»
Соперник «Спартака» определился 18 июня, в ответном матче «Шериф» — «Пюник», молдавский клуб уверенно одержал победу и прошёл во второй отборочный круг, где его уже ждали москвичи.
Оба матча с «Шерифом» вышли напряжёнными, о чём говорит даже счёт поединков 1:1 в Тирасполе и 0:0 в Москве. Как и положено фавориту «Спартак» много атаковал, создавал моменты, владел мячом, но своё игровое преимущество с большим трудом реализовывалось в голы. В первом матче, расслабившись в концовке встречи, москвичи упустили победу, пропустив гол с углового. Во втором, после получения травмы Егором Титовым почти в самом начале второго тайма, игра «Спартака» расклеилась и преимущество перешло к «Шерифу», опасные моменты возникали у обоих ворот, но на завершающей стадии либо не точно били нападающие, либо прекрасную игру показывали вратари, либо защитники становились на пути мяча, летящего в уже пустые ворота.
Благодаря голу, забитому на выезде в следующий раунд проходит «Спартак», где встретился с чешским клубом «Слован».
В первом выездном матче красно-белые выступали без двух травмированных игроков основы, Титова и Быстрова. Игровым преимуществом владели гости, на что «Спартак» отвечал контратаками, практически единственную возможность забить упустил Фернандо Кавенаги. В итоге безголевая ничья 0:0

#### Путь ЦСКА
ЦСКА начал выступление в Лиге с третьего отборочного раунда. В домашнем матче против клуба «Ружомберок» россияне продемонстрировали отличную игру, команда действовала чётко и слаженно. В результате двух голов Олича и одного Вагнера Лава ЦСКА почти решил вопрос о выходе в групповой этап. В ответном матче ЦСКА забил еще 2 гола в ворота «Ружомберока», отличились Карвальо и Вагнер Лав, чем обеспечил себе выход в групповой этап. Первый матч в групповом этапе Лиге Чемпионов ЦСКА играл на выезде с «Порту». Матч закончился со счётом 0:0. Первый домашний матч ЦСКА провёл с аутсайдером турнира «Гамбургом», который заслуженно победил. Единственный мяч забил Дуду. В следующим матче ЦСКА играл с «Арсеналом», на 24 минуте счёт в матче открыл Карвалью, который забил после розыгрыша штрафного. В ответном матче только везение спасло армейцев от поражения, «Арсенал» не реализовал множество голевых моментов и счёт так и остался 0:0. Следующий матч ЦСКА — «Порту» проходил в Москве. Уставшие после выезда во Владивосток армейцы проиграли со счётом 0:2. Теперь ЦСКА оставались шансы выйти в 1/8 финала Лиге только при выигрыше одной из команд в матче «Порту» — «Арсенал» и победе в гостях над «Гамбургом». Матч «Порту» — «Арсенал»,  окончившийся со счётом 0:0, и поражение от «Гамбурга» со счётом 3:2 поставили крест на выход ЦСКА из группы в плей-офф Лиги чемпионов. Однако весной 2007 года ЦСКА начал свой путь в Кубке УЕФА.

### Кубок Интертото
В этом году в кубке Интертото Россию представлял «Москва», который начал выступления в турнире со второго раунда. Первым соперником российского клуба стал белорусский «МТЗ-РИПО», победивший в первом раунде карагандинский «Шахтёр». Первый матч на своём поле москвичи выиграли 2 июля со счётом 2:0, голы забили Пётр Быстров и Роман Адамов. В ответном матче 9 июля москвичи снова одержали победу, с более скромным счётом 1:0.
16 июля в третьем раунде турнира ФК «Москва» встретился с немецким клубом «Герта» на поле соперника. Матч завершился нулевой ничьей, немцы играли без нескольких своих ключевых игроков, отдыхающих после чемпионата мира. Игра получилась острой и интересной, с большим количеством голевых ситуаций, наш клуб владел игровым преимуществом, но воплотить его в голы не сумел. Ответный матч прошёл 22 июля, победителем матча в Москве стали гости, забившие два безответных мяча; они и получили право на участие в розыгрыше кубка УЕФА 2006/2007.